# Treinramp bij Eschede
De treinramp bij Eschede was een ernstig spoorwegongeval dat plaatsvond op woensdag 3 juni 1998, waarbij een Intercity-Express (ICE) van de Deutsche Bahn ontspoorde nabij het Duitse plaatsje Eschede, gelegen aan de spoorlijn Lehrte - Cuxhaven. Hierbij kwamen 101 passagiers om het leven en raakten 88 personen zwaargewond. Het was tot dan toe het zwaarste ongeval in de geschiedenis van de Deutsche Bahn AG en tevens het zwaarste ongeval met een hogesnelheidstrein wereldwijd.

## Technische oorzaak en chronologie
Al snel na de ingebruikname van de ICE 1 hogesnelheidstrein in 1991 klaagden passagiers erover dat zich bij hoge snelheid hinderlijke trillingen voordeden, vooral in het restauratierijtuig, waar als gevolg daarvan borden en glazen "aan de wandel" gingen. Deze trillingen waren het gevolg van onregelmatige slijtage en materiaalmoeheid van de monoblocwielen van de rijtuigen. De Deutsche Bundesbahn besloot daarom voortaan wielen te gebruiken voorzien van een 20 mm dikke hardrubberlaag tussen de wielkern en de metalen buitenring om voor extra demping te zorgen. Deze wielen werden eind 1991 eerst op zeven restauratierijtuigen getest en begin 1992 werden nog eens een zestigtal rijtuigen omgebouwd. Volgens de directie, verantwoordelijk voor de technische goedkeuring van de rijtuigen, waren zeker nog twee jaar tests nodig vooraleer het hele rijtuigpark omgebouwd kon worden. In februari 1992 werd bij een van de geteste wielen een scheur vastgesteld. Toch beschouwden de ingenieurs in juni 1992 de tests als succesvol en in oktober besloot de directie tot de ombouw van alle rijtuigen.
Op woensdag 3 juni 1998 ging het fout. Op die dag was de ICE 884 „Wilhelm Conrad Röntgen“ van München naar Hamburg met ca. 200 km/h ongeveer zes kilometer voor de plaats Eschede, toen om ongeveer 10.55 uur een wiel met het rubber en het metalen omhulsel door metaalmoeheid barstte aan de derde as van het eerste rijtuig. De gesprongen wielband wikkelde zich van het wiel af, de bovenkant schoot door de vloer en kwam in de trein net tussen twee stoelen terecht. De onderkant bleef echter onder de trein hangen. Een passagier die het voorval opgemerkt had, ging naar de conducteur en probeerde deze over te halen de trein tot stilstand te brengen, maar deze wilde eerst zelf zien wat er aan de hand was. Zover is hij nooit gekomen.
Ongeveer 5½ kilometer verderop, toen de trein om 10.58 uur zo'n 200 meter voor een brug over de eerste van twee opeenvolgende wissels reed, knalde de nog steeds in de treinbodem stekende wielband tegen een rail van het eerste wissel en rukte deze van de bielzen; ook deze boorde zich door de treinbodem, schoot in de voorruimte nabij de deur tot in het dak omhoog en hief daarbij het assenblok uit het spoor. De onderkant van de kapotte wielband trok de tongverbindingsstang (verbindingsstang tussen de wisseltongen) onder de trein om, zodat de achterste assen van rijtuig 3 op een nevenspoor geleid werden. Op de voor veel geringere snelheden bedoelde wissel kon het zijwaarts uitslaande rijtuig zich niet houden. Het slingerde met 200 km/h over het nevenspoor weg tegen de pijler van een verkeersbrug nabij Eschede, die daardoor instortte. Rijtuig 4, dat door de plotselinge spoorwisseling van rijtuig 3 bij nog steeds 200 km/h eveneens ontspoord was, kwam nog ongeschonden onder de instortende brug door en kwam in een boomgroep erachter tot stilstand. Drie spoorwerkers, die meenden zich onder de brug in veiligheid te brengen, werden gedood. Door het kapotscheuren van de rijtuigkoppelingen sloegen de automatische remmen aan en de grotendeels onbeschadigde rijtuigen 1, 2 en 3 bleven voor station Eschede staan.
De 200 ton zware brug van de Rebberlaher Straße stortte in op het moment dat de tweede helft van het vijfde rijtuig onder de brug door kwam en vermorzelde het. De volgende rijtuigen schoven zigzag samen in een zeer kleine ruimte van ongeveer de lengte van een enkel rijtuig. Rijtuig 6, rijtuig 7, het servicerijtuig en de restauratiewagen (BordRestaurant), die door instortende brugdelen tot 15 à 20 centimeter samengeperst werd, en de rijtuigen 10, 11 en 12 van de eerste klas, werden zwaar beschadigd. De achterste motorwagen ontspoorde eveneens en reed tegen de berg wrakstukken op.
Tussen de wrakstukken bevond zich ook een auto. Hij behoorde toe aan drie DB-medewerkers (Signaltechniker) en stond voor het ongeval vermoedelijk op de brug. Aanvankelijke geruchten, volgens welke de auto voor het ongeval van de brug gestort zou zijn, door de aanrijdende ICE overreden werd en deze daardoor ontspoord zou zijn, bleken na onderzoek aan de voorste motorwagen als niet houdbaar, omdat deze geen sporen van een dergelijke botsing liet zien.
De voorste motorwagen stopte door het breken van de trein, hierdoor werden de remmen automatisch geactiveerd en kwam het voorste deel van de trein, waaronder de motorwagen, pas twee kilometer na het station van Eschede tot stilstand. De machinist gaf later voor de rechtbank aan, dat hij voor Eschede alleen een plotselinge ruk gevoeld had en een vermogensverlies bemerkte. Na de stilstand ging hij daarom aanvankelijk van een technisch defect uit en probeerde vanuit de cabine vergeefs de uitgevallen stroomvoorziening weer te herstellen. Over het ongeval werd hij pas door de treindienstleider van station Eschede per telefoon geïnformeerd: "U bent hier alleen voorbijgereden! U bent ontspoord!". Nadat hij besefte wat zich achter hem afgespeeld had, zonk hij ineen in zijn stoel en verliet de motorwagen pas twee uur later. Aangezien hij van een storing in de stroomvoorziening uitgegaan was en bij schade aan de bovenleiding de trein absoluut niet verlaten mag worden, handelde hij daarmee volgens de voorschriften. Desondanks is een acute stressstoornis als reden waarschijnlijker.

## Tijdlijn
- 10.55u - wiel met het rubber en het metalen omhulsel schiet los
- 10.59u - ICE 884 ontspoort
- 11.00u - Hulpdiensten worden ingeroepen door ooggetuigen
- 11.07u - Vrijwillige brandweer aanwezig
- 11.18u - Meer hulpdiensten en traumahelikopters aanwezig

## Gedenkplaats
In 2013 werd ter herinnering aan de ramp, dicht bij de plaats van het ongeluk een boomgaard met 101 sierkersenbomen geplant, voor ieder dodelijk slachtoffer een boom. Tussen deze bomen is een gedenkmuur met namen van de slachtoffers opgericht.

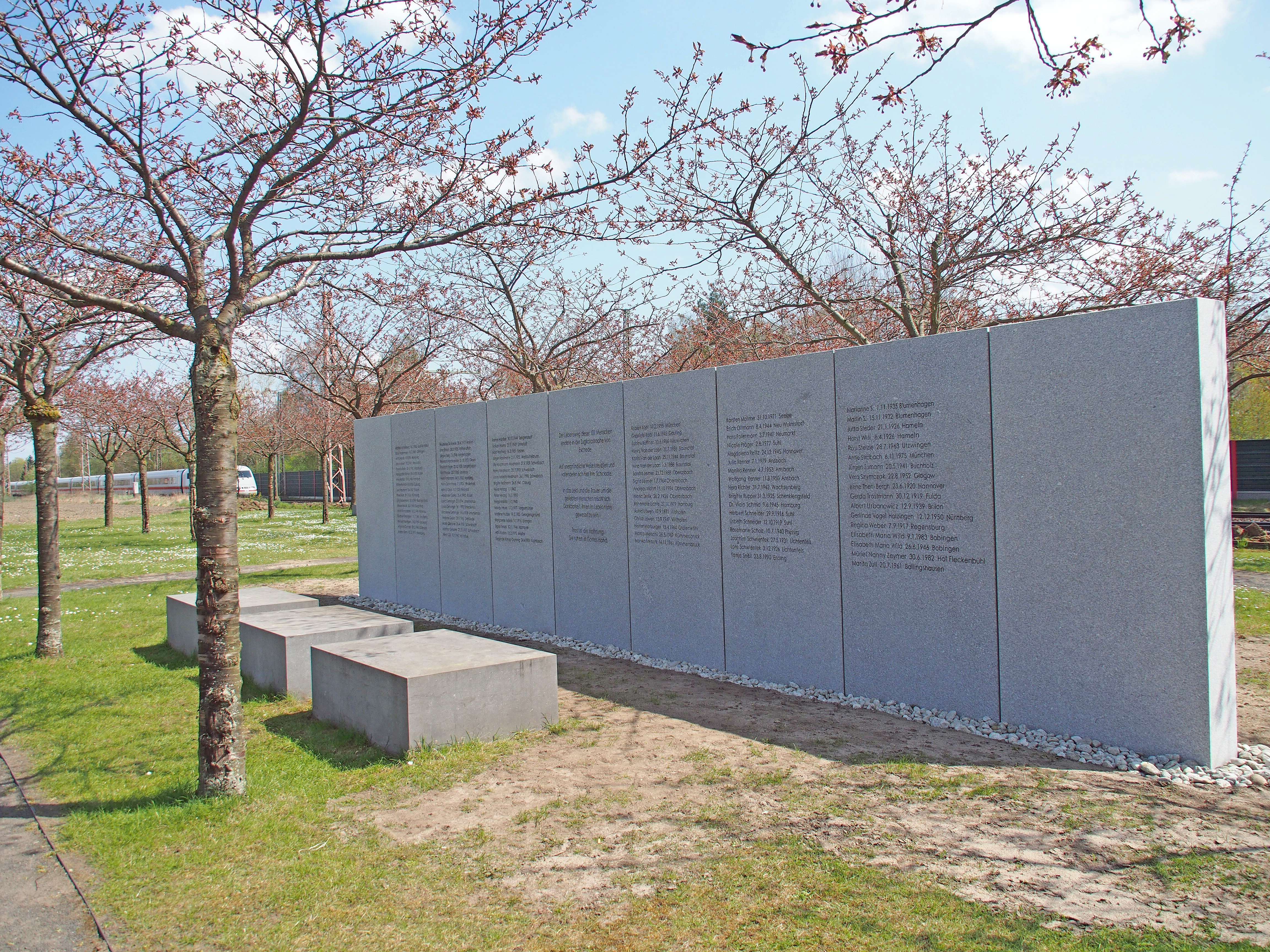

## Televisie
Op National Geographic Channel is er in de reeks Seconds from Disaster een aflevering genaamd 'Derailment at Eschede' gemaakt over deze ramp. In juni 2008 is door de Duitse zender NDR een documentaire gemaakt over het treinongeluk.